# Die Grube des Grauens
Die Grube des Grauens (The Pit) ist ein kanadischer Mystery-Horrorfilm aus dem Jahr 1981. Regie führte Lew Lehman. 

## Handlung
Der zwölfjährige, autistisch veranlagte Einzelgänger Jamie Benjamin ist ein Problemkind, das nicht sonderlich beliebt ist und aufgrund mangelnder sozialer Interaktion und Kommunikation mehr in seinen Träumen „lebt“ denn in der Realität. Der sonderbare Jugendliche steckt außerdem in der Pubertät, die ihn u. a. sogar die alte Nachbarin bespannen lässt. Jamie hat keine Freunde, mit Ausnahme seines „sprechenden“ Teddybären, mit dem er stets Selbstgespräche führt, und der ihm beunruhigenderweise auch Ratschläge für den Alltag erteilt. Die Eltern des Jungen sind ratlos und engagieren daher die attraktive Psychologiestudentin Sandy O’Reilly, die sich fortan um den Jungen kümmern soll.
Der pubertierende Teenager verliebt sich sofort in seine Haushälterin, flirtet mit ihr und weiht diese in sein finsteres Geheimnis ein, obwohl sie mit einem bekannten Football-Spieler liiert ist. Tief im Wald hat der Sonderling eine geheimnisvolle Grube mit prähistorischen Wesen, den Troglodyts, gefunden, die er seitdem mit rohem Fleisch versorgt. Diese trollartigen Kreaturen besitzen gelbe Augen und zeichnen sich neben einem unstillbaren Appetit vor allem durch ihre bucklige Erscheinung aus. Der gestörte und von seinen Mitmenschen geächtete Jamie freundet sich mit den unheimlichen Wesen an und verpflichtet sich, seine neugewonnenen Schützlinge mit der täglichen Ration Fleisch zu versorgen. Anfangs kauft er hierzu Bestände aus der hiesigen Metzgerei auf, doch aufgrund seines knappen Budgets und dem wachsenden Misstrauen des Fleischers, löst er sich schnell von dieser Art der Nahrungsbeschaffung und wird immer rücksichtsloser. Als Nahrungsquellen dienen bald lebendige Tiere wie Hühner oder eine ausgewachsene Milchkuh, die er zum Erdloch führt.
Derweil verschlechtert sich das Verhältnis zu Sandy zunehmend, da die junge Frau, die nicht an die Existenz jener Ungetüme glaubt, nicht mehr gewillt ist, die teils krankhaften Verfehlungen ihres Schutzbefohlenen tatenlos mitanzusehen. Jamie hingegen wird zeitgleich immer brutaler und besinnt sich, auf Anraten seines Teddys, auf die Personen im Ort, die ihn einst malträtierten und verächteten. Aus dem ehemaligen Opfer wird so ein gewissenloser Täter, der seinen Rachegelüsten folgend seine menschlichen Peiniger tötet, darunter auch Sandys Freund Allan, bis ihm nach und nach potentielle „Futtermenschen“ ausgehen. Getrieben von einem Wahn und Eifersüchteleien führt er sogar Sandy zu seinen trollartigen Troglodyts, die er täglich aufopferungsvoll umsorgt. Er versucht so, das sich nach und nach verschlechternde Verhältnis mit seiner Haushälterin aufzubessern, doch durch eine Unachtsamkeit fällt Sandy in das Erdloch, wo sie von den hungrigen Ungetümen verspeist wird.
Dem spurlosen Verschwinden von Sandy und anderen Stadtbewohnern folgen bald polizeiliche Ermittlungen, die jedoch zunächst aufgrund von Inkompetenz und veralteten Methoden weitestgehend ins Leere laufen. Jamie sieht sich derweil außer Stande seine Kreaturen zu füttern und lässt ihnen ein Seil herab, sodass sie sich ihr Essen selbstständig organisieren können. Die befreiten Ungetüme töten daher weitere unschuldige Menschen. Zwischenzeitlich fällt der Polizei auf, dass es sich um fremdartige Wesen handelt, die sie in eine Grube treiben, um sie mit einer bewaffneten Einheit der Bürgerwehr zu eliminieren, was augenscheinlich auch gelingt.
Am Ende des Films reist Jamie mit seinem Teddy im Gepäck zu dem abgelegenen Anwesen seiner Großeltern, wo er herzlich aufgenommen wird. Hier macht er die Bekanntschaft mit der etwa gleichaltrigen Alicia, die ihn spielerisch zu einem von ihr entdeckten Erdloch der Troglodyts führt, wo ihr eingeschüchterter Spielkamerad durch einen Stoß sein vermutliches Ableben findet.